# Morlhon-le-Haut
Morlhon-le-Haut è un comune francese di 572 abitanti situato nel dipartimento dell'Aveyron nella regione dell'Occitania.

## Società

### Evoluzione demografica
Abitanti censiti